# Diecezja Härnösand
Diecezja Härnösand (szw. Härnösands stift) – jedna z 13 diecezji ewangelicko-luterańskiego Kościoła Szwecji. Obejmuje obszar regionów administracyjnych (län) Västernorrland i Jämtland. Siedzibą biskupa jest Härnösand, kościołem katedralnym katedra w Härnösand. Kancelaria diecezjalna ma swoją siedzibę także w Östersund. Biskupem od 2009 jest Tuulikki Koivunen Bylund. 
Diecezję Härnösand powołano w 1647 dla wzmocnienia obecności szwedzkiej w przyłączonych w 1645 po traktacie w Brömsebro prowincjach Jämtland i Härjedalen. W 1904 od diecezji Härnösand odłączono jej północną część  i powołano nową diecezję Luleå. 
Diecezja podzielona jest na 98 parafii (församlingar), tworzących 5 dekanatów (kontrakt).

## Biskupi diecezjalni
- Petri Erici Steuchius (1647-1683)
- Mathias Steuchius (1683-1694)
- Julius Micrander (1695-1702)
- Georgius Nicolai Wallin (1703–1723)
- Petrus Jonæ Asp (1723–1726)
- Nicolaus Sternell (1728–1744)
- Olof Kiörning (1746–1778)
- Eric Hesselgren (1779–1803)
- Carl Gustaf Nordin (1805–1812)
- Erik Abraham Almquist (1814–1830)
- Frans Michael Franzén (1832–1847)
- Israel Bergman (1848–1864)
- Anders Fredrik Beckman (1865–1875)
- Lars Landgren (1876–1888)
- Martin Johansson (1888–1908)
- Ernst Frithiof Lönegren (1910–1934)
- Torsten Bohlin (1935–1950)
- Gunnar Hultgren (1951–1958)
- Ruben Josefson (1958–1967)
- Arne Palmqvist (1967–1975)
- Bertil Werkström (1975–1983)
- Bengt G. Hallgren (1983–1991)
- Karl-Johan Tyrberg (1991–2001)
- Tony Guldbrandzén (2001–2009)
- Tuulikki Koivunen Bylund (2009–2014)[3]
- Eva Nordung Byström (2014–)